# 大江東去 (藝術歌曲)
大江東去是青主創作於1920年的藝術歌曲，是中國近代第一首較具規模的歌曲創作。

## 評論
汪毓和《中國近現代音樂史》評價《大江東去》說：「它是中國藝術歌曲的開山之作」。戴鵬海認爲，作者將西方的作曲技法與蘇軾的詞意結合一體，亦隱含一種綿密不盡的愛國之情。。 